# Muscogee megye
Muscogee megye az Amerikai Egyesült Államokban, azon belül Georgia államban található. Megyeszékhelye és legnagyobb városa Columbus. Lakosainak száma 206 922 fő (2020. április 1.). Muscogee megye Harris, Chattahoochee, Talbot, Lee és Russell megyékkel határos.

## Népesség
A megye népességének változása:
| Lakosok száma | 190 452 | 193 970 | 198 701 | 202 824 | 200 579 | 206 922 |
|               | 2010    | 2011    | 2012    | 2013    | 2015    | 2020    |